# 阿閇氏
阿閇氏（あべし／あへし）は、古代日本の豪族の氏の一つ。阿閇朝臣、阿閇臣等。
阿倍氏と同じく、大彦命を祖とする皇別氏族。また、阿倍氏自体が古くは阿閇氏と称していたとの説もある。『新撰姓氏録』によれば、大彦の男の彦背立大稲興命（彦瀬立大稲起命）の後裔とされる。
同族に大彦の男の紐結命（比毛由比命）の後裔である日下連や大戸首、彦背立大稲興命の男の彦屋主田心命（彦屋主思命？）の後裔である伊賀臣、阿閇間人臣、他田廣瀬臣、道公や音太部（凡河内氏の祖である乎田部連と関係があるか？）等がいる。